# Maksim Polisxuk
Maksim Ivànovitx Polisxuk (en ucrainès Максим Іванович Поліщук; Jitòmir, 15 de juny de 1984) és un ciclista ucraïnès, que competeix tant en carretera com en la pista.

## Palmarès en pista
- 2004
  -  Campió d'Europa sub-23 en Persecució per equips (amb Vitali Popkov, Dmytro Grabovskyy i Volodymyr Dyudya)

### Resultats a laCopa del Món
- 2006-2007
  - 1r a Los Angeles, en Persecució per equips

## Palmarès en ruta
- 2009
  -  Campió d'Ucraïna en critèrium